# Prédication des Témoins de Jéhovah
Les Témoins de Jéhovah pratiquent une activité de prédication intensive, décrite par certains comme étant du prosélytisme. Les Témoins s’y réfèrent également par des termes tels que « faire des disciples », « service », « ministère (du champ) » ou, plus formellement mais moins fréquemment, « évangélisation ». Tous les membres sont fortement encouragés à participer à cette activité aussi fréquemment que possible. Même les enfants sont encouragés à participer, accompagnés par leurs parents ou d'autres témoins de Jéhovah.
La proclamation de cette « bonne nouvelle » revêt différentes formes : porte à porte, téléphone, distribution de tracts, de brochures, de livres, conférences, stands dans les lieux publics, courriers, etc.

## Raison de cette activité de prédication
L'activité de prédication est considérée par les Témoins de Jéhovah comme étant une œuvre de salut. Elle est de ce fait pratiquée à un degré plus élevé que parmi d'autres mouvements millénaristes. Croyant que la fin de ce système de choses est très proche, autrement dit que Dieu s'apprête à intervenir dans les affaires humaines en détruisant tous ceux qui ne pratiquent pas sa volonté lors d'Har-Maguédôn, ils considèrent comme essentiel d'avertir leurs contemporains.

## Historique

### Les débuts avec Russell
Dès les années 1870, Charles Taze Russell a entrepris des tournées de sermons et a fait paraître le magazine aujourd'hui connu sous le nom La Tour de garde ainsi que d'autres publications dont des tracts. La brochure Nourriture pour les Chrétiens réfléchis a été distribuée à 1 200 000 exemplaires, remise principalement à des amis du mouvement, ou distribuée à la sortie des Églises le dimanche. Russell a envoyé deux de ses associés, J. Sunderlin et J. Bender, respectivement à Londres et en Écosse pour distribuer 300 000 copies de cette publication. Russell avait donné des instructions spécifiant qu'il fallait utiliser toutes les techniques modernes de communications pour diffuser le message biblique. En 1891, il a effectué une tournée au Canada, et en Europe (Royaume-Uni, Irlande, Russie) et en Turquie où il a prononcé des discours devant des auditoires de plusieurs centaines de personnes. D'après ses conclusions, seuls les pays scandinaves, le Royaume-Uni et la Suisse semblaient réceptives à sa prédication.
Dès la fin des années 1880, Russell a recherché, par de petites annonces, des distributeurs qu'il plaçait sous contrat. Plusieurs milliers de colporteurs (aujourd'hui appelés pionniers permanents) ont commencé à prêcher à temps plein la théologie développée par Russell et ont distribué la littérature millénariste du groupe.
De plus, une intense campagne de prédication a été entreprise par le moyen de la presse : en effet, Russell télégraphiait chaque semaine un sermon à un service de presse qui le retransmettait à des journaux américains et européens. De ce fait, en 1913, ces sermons auraient atteint 15 millions de personnes par l'intermédiaire de 2 000 journaux.

### Sous la présidence de Rutherford
Toutefois, c'est sous la présidence de Joseph Franklin Rutherford que la prédication du mouvement religieux a connu un véritable essor. En effet, Rutherford a activé les Étudiants de la Bible pour prêcher, par exemple au moyen de ses discours lors d'assemblées tenues à Cedar Point, dans l'Ohio, notamment du 1er au 8 septembre 1919 et du 5 au 13 septembre 1922. Il a inauguré le magazine L'Âge d'or (Réveillez-vous ! maintenant) en 1919 et a mis l'accent sur la nécessité de prêcher en porte à porte à partir de 1922. Des campagnes de distribution du livre de Rutherford, Des millions de personnes actuellement vivantes ne mourront jamais, ont été organisées, prévoyant la « fin des temps » pour 1925. Les nombreux écrits du président de la Société Watchtower ont été distribués par millions grâce à la prédication zélée des fidèles de l'Église. Les phonographes portatifs, les voitures équipées de haut-parleurs, les défilés d'hommes-sandwichs et les émissions par radio (entre 1924 et 1957, l'organisation a dirigé une station par radio, la WBBR, qui émettait à partir de New York ; cette méthode a toutefois été abandonnée en grande partie à cause de la prédominance des télévangélistes dans les programmes par radio avec dont les Témoins voulaient se différencier) étaient quelques-unes des méthodes utilisées alors dans le cadre de la prédication.
À partir de 1927, les fidèles ont été encouragés à participer à la prédication de groupe particulièrement le dimanche. Des missions spéciales de prédication, appelées 'campagnes divisionnaires', se sont multipliées, engendrant nombre d'arrestations au motif de colportage sans autorisation, trouble à l'ordre public ou violation des lois sur le sabbat dominical. De ce fait, un personnel juridique a été spécialement constitué afin de faire valoir les intérêts des fidèles devant les tribunaux des États-Unis et du Canada, notamment sur les questions relatives à la prédication. Ces batailles légales souvent remportées ont eu pour conséquence d'améliorer de façon significative le droit à la liberté d'expression et de religion dans ces deux pays. Dès les années 1930, l'accent a été mis sur le fait de dénoncer la fausse religion dans le cadre de la prédication, notamment grâce au livre Ennemis, publié en 1937.
Depuis 1937, les formes de prédication par la radio, la télévision ou les journaux n'ont généralement plus été utilisées. La branche canadienne de Toronto de la Société Watchtower a essayé pendant plusieurs années d'animer des programmes télévisés à cette fin ; de même, des Témoins de Californie ont enregistré des films pour faire connaître leur foi. Mais, malgré le succès rencontré par ces initiatives, la direction mondiale du mouvement religieux a, selon d'anciens « béthélites », demandé à cette filiale de stopper cette forme de prédication, craignant que celle-ci n'engendre une dépréciation du porte-à-porte. Depuis, le contact humain a toujours été privilégié par rapport à toute forme impersonnelle par média.

## Organisation de cette activité
Afin de favoriser cette activité, des réunions appelées « Rendez-vous de service » sont organisées (à la Salle du Royaume ou chez un membre) plusieurs fois dans la semaine le matin, l'après-midi et parfois même en soirée suivant les dispositions de chaque congrégation ; au cours de ces réunions d'une durée maximale de 15 minutes, on revoit les publications à présenter, la façon de le faire…, on forme les paires de proclamateurs et on prononce une prière. Il est particulièrement conseillé d'assister à ces réunions en week-end et lors des « Semaines spéciales » (c'est-à-dire quand le surveillant de circonscription ou le surveillant de district visite la congrégation).
L'ensemble des zones à visiter en porte à porte attribuée à une congrégation est découpé en « Territoires », lui-même divisé en blocs de bâtiments ou de villas, et ensuite distribués aux proclamateurs qui doivent parcourir la zone ainsi définie. Il faut noter les absents pour les visiter ultérieurement, ainsi que les personnes ayant accepté une publication ou ayant bien discuté afin de poursuivre l'intérêt suscité. Il est préconisé de téléphoner ou d'envoyer un courrier aux éternels absents. Au bout de quelques mois, le territoire est mis de côté au profit d'un autre, et ainsi de suite. Les noms et adresses des personnes demandant explicitement à ne plus être visitées ou de celles qui sont agressives verbalement ou physiquement sont notées et ne sont plus visitées dans le cadre du porte à porte ; néanmoins, les anciens effectueront une visite annuelle à de telles personnes pour demander si leur refus est irrévocable.
En fin de mois, chaque Témoin de Jéhovah rapporte sur une feuille intitulée « Activité de prédication » sa participation à cette activité de manière chiffrée, qu'il remet au secrétaire de l'association pour compilation : sont répertoriés le nombre d'heures consacrées à la prédication (entières, sauf pour les proclamateurs ayant des difficultés particulières, qui peuvent rapporter des quarts d'heure), de publications distribuées, de nouvelles visites effectuées, et d'études bibliques à domicile dirigées (dans le monde : près de 1,28 milliard d'heures, plus de 6 millions d'études bibliques ; en France, la moyenne mensuelle par proclamateur est d'environ 10 heures, et de 0,3 études bibliques). Toutes les publications sont laissées gratuitement depuis 1990, mais un don peut être fait par la personne qui en accepte une (auparavant, en France, les périodiques coûtaient 2 F, un petit livre de 8 à 12 F, un grand livre ou une Bible 25 F). Le secrétaire de la congrégation compile les rapports et transmet les chiffres globaux à la filiale afin d'établir le rapport annuel par pays. Ce rapport est ensuite publié dans l’Annuaire des Témoins de Jéhovah et dans La Tour de Garde du 1er février. Ceux qui rapportent systématiquement une activité jugée insuffisante pourront être conseillés par les anciens.
Une carte d’activité du proclamateur est détenue dans le fichier de la congrégation et rend compte de l'état de service annuel de ce proclamateur. C'est un document qui le suit partout et qui lui est demandé lors de son déménagement dans une autre congrégation. De temps à autre, les Témoins de Jéhovah distribuent, pendant une période d'un mois environ, des tracts contenant d'après eux un message important et appelés Nouvelles du Royaume. Un Témoin de Jéhovah est considéré comme « irrégulier » s'il n'a pas prêché (ou n'a pas rapporté son rapport à temps) pendant un mois, et comme « inactif » s'il est irrégulier pendant six mois consécutifs.

## Formes de prédication

### Porte à porte

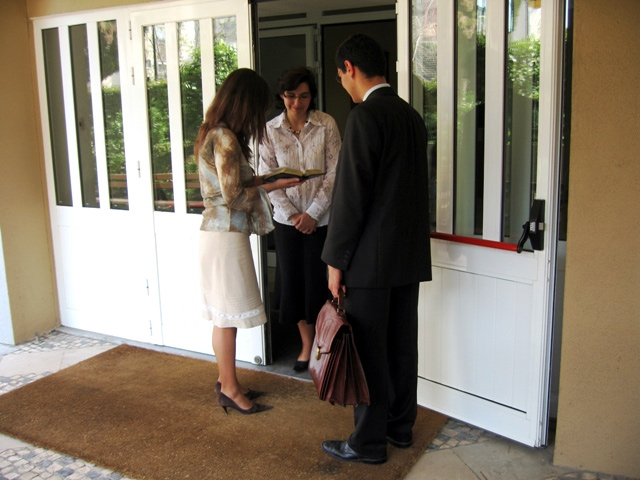
Témoins de Jéhovah prêchant de porte en porte

La porte à porte est la principale forme de prédication du mouvement religieux. Il a la priorité sur toute autre forme. Il est généralement effectué par groupes de deux.
Dans les pays à majorité chrétienne, le samedi est généralement le jour réservé à la diffusion des périodiques La Tour de garde et Réveillez-vous !. Les autres jours de la semaine, chaque mois, les fidèles doivent proposer en priorité une publication en particulier appelée de ce fait « Offre du mois » qui est mentionnée dans le bulletin interne Cahier pour la réunion Vie chrétienne et ministère.
En général, le proclamateur aborde l'hôte de maison en parlant des conditions mondiales censées accomplir les prophéties bibliques, d'un fait divers dramatique, ou d'un autre sujet religieux. Si la personne se montre réceptive, le proclamateur peut lui offrir une publication de la Société Watchtower.
Ensuite, le proclamateur effectue ce qu'il est appelé une « nouvelle visite » en revenant voir une personne qui a manifesté de l'intérêt. Si possible, il s'efforce d'établir une route de périodiques (c'est-à-dire qu'il remet à la personne régulièrement les magazines de l'organisation religieuse), et essaie de débuter avec elle une étude biblique à domicile à l'aide d'une ou plusieurs de leurs publications. Cette étude consiste en un examen méthodique (d'une durée d'une heure généralement) chaque semaine d'une publication abordant les doctrines et pratiques du mouvement religieux. La personne qui étudie, qui a généralement préparé à l'avance le chapitre à examiner, répond aux questions figurant en bas de page de la publication et qui sont posées par le proclamateur. On s'attend à ce que l'étudiant réponde selon ce qui est mentionné dans le paragraphe se rapportant à la question. La Société Watchtower souhaite réduire la durée d'une étude à six mois seulement, temps qu'elle estime nécessaire pour amener l'étudiant au baptême. De ce fait, il est donc conseillé de ne pas se contenter de distribuer des publications, mais surtout de proposer assez rapidement un examen gratuit de la Bible. Le but est que la personne en question et éventuellement sa famille devienne Témoins de Jéhovah.

### Prédication dans la rue

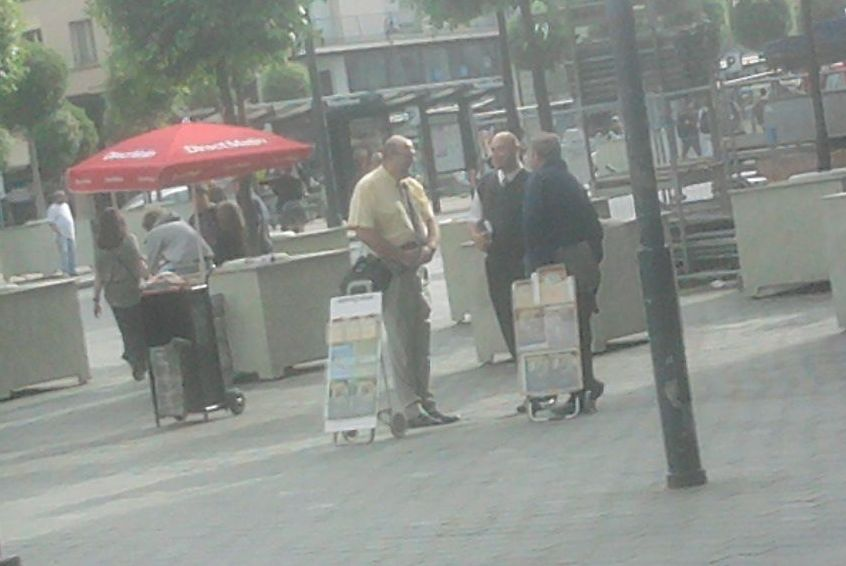
Des témoins de Jéhovah pratiquant leur prosélytisme dans les rues de la ville de Rennes

Une autre forme de prédication couramment utilisée par les Témoins de Jéhovah est la prédication dans la rue. Il peut s'agir dans certains cas de se tenir à un angle d'une rue très passante en proposant la littérature de la Société Watchtower, en général les magazines La Tour de garde et Réveillez-vous !. Ce peut être aussi le fait de tenir un stand mobile sur les marchés ou dans les quartiers commerçants sur lequel des publications sont disposées afin que les passants se servent gratuitement.

### Autres formes de prédication
D'autres formes de prédication se sont répandues au fil du temps, auxquelles la Société Watchtower encourage de participer. Parmi celles-ci :
- Le témoignage informel, lorsqu'un fidèle parle de sa foi en dehors de tout cadre prédéfini pour la prédication. Il peut s'agir d'un témoignage donné à un collègue de travail, à un camarade de classe, à un membre de la famille, à un ami, à des personnes dans des transports en commun, etc. Chaque fidèle est encouragé à tirer le maximum profit de toute circonstance se prêtant à donner un témoignage informel, voire à le susciter[22]. Pour les jeunes, il est conseillé de prêcher lors d'un exposé de classe[20].
- Le téléphone[23].
- Le courrier, particulièrement en cas de maladie du proclamateur, s'il fait mauvais temps ou si la personne ne peut pas être jointe directement. Une publication de l'organisation peut être jointe avec le pli[24].
- Le témoignage de magasin en magasin[25].

En revanche, l'organisation déconseille formellement à ses membres les échanges spirituels sur Internet. En théorie, il ne faut pas monter de site Web pour propager les croyances de sa religion, encore moins entrer en débat avec des opposants, même avec ses coreligionnaires dans les chats et forums.

## Formes de service particulier

### Services de pionnier
Un « pionnier auxiliaire » est un membre baptisé de la congrégation qui s'engage par écrit et avec l'accord du collège d'anciens, à consacrer au minimum 50 heures à la prédication pour un mois en particulier. Le bulletin interne Le Ministère du Royaume encourage tout particulièrement les fidèles à entreprendre cette forme de service durant les mois de mars, avril et/ou mai, en signe de reconnaissance à Dieu pour le sacrifice de son Fils, étant donné que cette période correspond à celle où est célébré le Mémorial de la mort de Jésus. En 2005, la moyenne de pionniers auxiliaires était de 219 926 dans le monde, et 3 840 pour la France.
Suivant les mêmes formalités, un « pionnier permanent » s'engage à effectuer 840 heures de prédication dans une année (allant de septembre à août), soit 70 heures par mois.
Service de pionnier spécial :
Nommé par la société des Témoins de Jéhovah, donc la filiale du pays, ces pionniers consacrent chaque mois 130 heures à la prédication. Ils sont des pionniers très fort spirituellement et ne travaillent pas, ils reçoivent une somme modique pour se nourrir. Ainsi des frères et sœurs qualifiés dans le service à plein temps deviennent ensuite des pionniers spéciaux. (norme d'heures: 130 heures de service/mois).
Ils doivent avoir l'approbation des anciens de la congrégation locale. Ils suivent les mêmes cours et réunions prévus pour les pionniers permanents mais ont plus de contact direct avec le béthel.

### Écoles de formation
En 1943, la Société Watchtower a mis sur pied l'« École biblique de Guiléad », école située à Wallkill dans l'État de New York depuis l'automne 1998 et dont le but est de former des fidèles en vue du service de missionnaires à l'étranger. Depuis cette date, environ deux groupes d'étudiants ont été formés chaque année (soit un peu plus de 7 000 au total, en 2006), et envoyés dans une centaine de pays. L'« École de formation ministérielle », émanation de l'école précédente, a été créée en 1987 et forme des anciens et des assistants ministériels. L'« École du ministère du Royaume » sert à former les fidèles masculins qui assumant déjà des fonctions de surveillance dans les congrégations locales. Quant à l'« École pour les pionniers », elle a été créée en 1977 et a assuré la formation de plusieurs centaines de milliers de fidèles en vue du service de pionnier.

## Efficacité des méthodes de prédication
Le but de cette activité étant de convertir la personne rencontrée, des études menées sur ce sujet ont cherché à évaluer l'efficacité de cette méthode, notamment en comparant le nombre d'heures consacrées à la prédication avec celui des baptisés. Or, ces analyses tendent à prouver que la méthode de prédication traditionnelle par visites domiciliaires n'est pas des plus efficaces.

### Le porte à porte
Plusieurs études réalisées dans différents pays ont cherché à évaluer l'efficacité du porte à porte des Témoins de Jéhovah :
- En Amérique du Nord, notamment au Canada et aux États-Unis, plusieurs études académiques non-publiées ont démontré que bien peu de fidèles se sont fait baptiser à la suite de visites domiciliaires (5 % des fidèles de l'Ohio et 20 % de ceux du Canada)[29],[30].
- Au Japon, où le nombre de pionniers permanents (prédicateurs à plein temps) est proportionnellement très élevé (en 2006, il y avait 57 476 pionniers pour 217 519 proclamateurs, soit 26 %), seulement 58,3 % des Témoins de Jéhovah ont embrassé cette foi à la suite de l'activité de porte à porte, et seulement 2,6 % se sont convertis après avoir lu une publication de la Société Watchtower, selon les statistiques réalisées par le sociologue Bryan Wilson[31].
- En Grande-Bretagne, d'après des travaux réalisés par James Arthur Beckford qui a analysé un large échantillon de Témoins de Jéhovah de ce pays, seulement 46 % sont devenus membres de l'organisation religieuse à la suite d'un démarchage à domicile[32].

La méthode du porte à porte des Témoins de Jéhovah connaît une efficacité inférieure à celle des missionnaires de l'Église de Jésus-Christ des saints des derniers jours (mormons). Les méthodes de conversion par relations amicales et professionnelles de cette Église sont plus efficaces que dans le cas des Témoins de Jéhovah.
Si de nombreux Témoins de Jéhovah ont adhéré à cette religion à la suite d'un contact effectué à leur domicile (cela est particulièrement vrai pour les fidèles de longue date), cette méthode s'avère de moins en moins efficace, si l'on se fie aux statistiques publiées annuellement par la Société Watchtower. Cela se vérifie de deux manières :
- De plus en plus de nouveaux fidèles se sont convertis à la suite d'une autre forme de prédication, la plupart du temps par le témoignage informel. Souvent, le nouveau Témoin de Jéhovah a été contacté par des membres de la famille, des relations de travail, des voisins ou des camarades de classe.
- Le nombre d'heures consacrées à n'importe quelle forme de prédication pour chaque baptême est en nette augmentation. Par exemple, en 2006, il a fallu 5 371 heures de prédication pour convertir une nouvelle personne, soit près de deux fois plus qu'en 1984.

Les Témoins de Jéhovah affirment qu'ils continuent à effectuer le porte à porte parce que celui-ci serait un commandement biblique. Des critiques religieux déclarent pour leur part que la Société Watchtower maintient le porte à porte afin que ses fidèles continuent de donner une contribution à la Salle du Royaume en échange de publications à distribuer lors de la prédication.

### Statistiques

#### France
En France, en 2002, il fallait 8 050 heures de prédication pour amener quelqu'un au baptême, soit 280 de plus qu'en 2000. Comme la moyenne mensuelle individuelle d'heures de prédication est de 12 (en 2000), cela signifie qu'il faut théoriquement 53 ans de prédication pour convertir quelqu'un.

#### Monde
Le rapport nombre d'heures/nombre de convertis est très important pour la période antérieure à 1976, avec une pointe en 1974 et 1975. Deux explications sont avancées, l'une interne, l'autre externe : la proclamation d'Har-Maguédôn pour 1975 et l'instauration du paradis a eu un effet galvanisant sur les fidèles qui ont fait davantage d'efforts pour proclamer le message Témoin de Jéhovah et ainsi sauver le plus de personnes possible ; la crise économique due au choc pétrolier 1973 a rendu les publics davantage réceptifs au message de l'organisation des Témoins de Jéhovah. Puis, de 1976 à 1978, les chiffres ont tous diminué, et il a fallu beaucoup plus d'heures pour convertir un nouveau fidèle. Ceci est la conséquence de l'échec de la prophétie concernant 1975, qui a engendré une diminution du nombre de fidèles (les effectifs ont chuté de 1,5 %). La croissance des chiffres et du rendement dans les années postérieures a résulté d'un effort à la fois collectif (chiffres globaux en augmentation) et individuel (la moyenne d'heures par Témoin augmente), mais l'efficacité est réduite en comparaison des années précédant 1976. La reprise économique de 1984, le manque de zèle des proclamateurs, et la diversité géographique sont quelques explications possibles. Le temps accordé pour chaque baptême est le plus élevé dans les pays à dominance musulmane (où les Témoins de Jéhovah sont interdits) et là où l'analphabétisme est très répandu. Même dans les pays de tradition chrétienne comme l'Italie, ce temps s'allonge compte tenu d'une saturation due à l'ancienneté du mouvement des Témoins de Jéhovah et à la concurrence des nouveaux mouvements religieux.
Les chiffres fournis par le mouvement religieux lui-même indiquent que le nombre d'études a été de 6 286 618 pour l'année 2006, et l'assistance au Mémorial s'est élevée à 16 675 113.

## Prédication et autres conversions

### Taux de renouvellement
En France, une enquête de la SOFRES réalisée en été 1998 auprès de 1 025 fidèles et sympathisants, indiquait que « parmi l'ensemble des foyers ayant des enfants, seuls 27 % ont baptisé tous leurs enfants, et 28 % certains de leurs enfants. Parmi les foyers ayant des enfants de 11 ans et plus, ces taux montent respectivement à 32 et 33 % ». Cela laisse comprendre que le mouvement assure sa croissance surtout de manière endogène et compense ainsi ses départs par la conversion des enfants nés de parents Témoins de Jéhovah.
À l'inverse, aux États-Unis, une étude de 2008 indique que seuls 37 % des enfants qui ont été élevés dans une famille de Témoins de Jéhovah continuent de se définir comme tels. Les convertis compensent les défections des enfants de Témoins, et les premiers représentent 67 % des membres du mouvement sur territoire américain. Les chercheurs en concluent que les groupes comme les Témoins de Jéhovah ont besoin du prosélytisme pour croitre, ou du moins pour se maintenir.

### Profil sociologique des fidèles
D'après le sociologue Bernard Blandre, ceux qui acceptent leur message sont principalement « des opposants manifestant des tendances à l'extrémisme, révoltés contre le système politique, social ou religieux (ou simplement désabusés) et qui en sont arrivés à penser que l'action dans un parti, dans un syndicat ou à l'intérieur d'une Église est impossible, faute de vrais moyens d'influer sur les événements ».
Les catégories de personnes qui rejoignent l'organisation sont surtout :
- les femmes, vraisemblablement parce qu'elles sont davantage à leur domicile lorsque des Témoins de Jéhovah viennent sonner à leur porte ;
- les minorités ethniques, qui sont bien représentées dans l'organisation. Par exemple, Régis Dericquebourg note une forte présence de Polonais devenus Témoins de Jéhovah dans le Nord de la France qui, selon lui, se sont laissés convaincre par le message apolitique du mouvement religieux compte tenu de l'absence « de moyens politiques et syndicaux pour exprimer leurs revendications sociales » ;
- la classe moyenne : l'adhésion des personnes issues de ce milieu peut s'expliquer par un « sentiment de frustration des personnes qui se sentent capables d'exercer des responsabilités, mais dont l'ascension sociale a été bloquée par l'accaparement du pouvoir par une bourgeoisie qui leur est socialement supérieure, d'où une révolte prédisposant à accepter une idéologie radicale ».

#### Présence dans le monde
Le nouvel Économiste les qualifie de « cinquième religion en France ».
Selon les statistiques fournies par les Témoins de Jéhovah pour 2013, la Belgique en compte 25 403 et la Suisse 18 646.

## Critiques
Le prosélytisme des Témoins de Jéhovah suscite de nombreuses critiques. Ceux-ci s'en défendent en affirmant qu'il ne contraignent personne à changer de religion et qu'en conséquence, « les Témoins de Jéhovah ne font pas de prosélytisme au sens moderne du terme ».

### Critiques théologiques
D'après la Société Watchtower, Jésus lui-même aurait effectué au Ier siècle du porte à porte en compagnie de ses apôtres. Des critiques religieux affirment qu'il n'existe aucune preuve scripturale justifiant cette affirmation et qu'au contraire, c'étaient les gens des régions alentour qui se pressaient vers Jésus.
Les versets concernés sont Luc 10:1-2 "Après cela, le Seigneur désigna encore soixante-dix autres disciples, et il les envoya deux à deux devant lui dans toutes les villes et dans tous les lieux où lui-même devait aller. Il leur dit: La moisson est grande, mais il y a peu d'ouvriers. Priez donc le maître de la moisson d'envoyer des ouvriers dans sa moisson." (Louis Segond) ainsi que Mathieu 28 : 19-20 : "Allez, faites des disciples de toutes les nations, les baptisant au nom du Père, du Fils et du Saint Esprit,
et enseignez-leur à observer tout ce que je vous ai prescrit. Et voici, je suis avec vous tous les jours, jusqu'à la fin du monde."(Louis Segond)
Pour justifier leur pratique du porte à porte, les Témoins utilisent, en plus de ceux précités, le verset d'Actes 20:20 qui déclare dans leur traduction de Bible (à propos de l'apôtre Paul) : « (...) Je ne me retenais pas de vous annoncer toutes les choses qui étaient profitables et de vous enseigner en public et de maison en maison ». La note en bas de page de leur édition avec notes et références précise au sujet de l'expression de « maison en maison » :
« Ou : "et dans les maisons particulières". Lit[téralement]. : "et selon les maisons". Gr[ec] : kaï kat’ oïkous. Ici, kata est employé avec l’accusatif pl[uriel] au sens distributif. Cf. [Actes] 5:42, note "maison". »
Cette interprétation particulière de ce passage a fait l'objet d'un débat au sein du Collège central selon l'ex-membre Raymond Franz, et des critiques de l'organisation affirment que celle-ci déforme ce passage qui indiquerait simplement selon eux que l'apôtre Paul enseignait les fidèles dans leurs maisons particulières.